# Кармен (балет)
Карме́н — балет на сюжет одноимённой новеллы Проспера Мериме, впервые поставленный ещё в 1845 году под названием «Кармен и тореадор» (фр. «Carmen et son toréro») балетмейстером Мариусом Петипа в «Театро дель сирко» в Мадриде. Но после появления на свет музыки Жоржа Бизе в 1875 году, отказаться от неё было невозможно, и все последующие спектакли ставились именно на его музыку к опере «Кармен»

## Сюжет
Основа сюжетной линии — свободная, безудержная и жертвенная любовь со стороны молодого солдата Хозе, ставшего дезертиром и контрабандистом ради красавицы-цыганки Кармен, ценящей превыше всего свою собственную свободу. Увлёкшись Тореадором, Кармен погибает от рук любимого, заколовшего её в порыве ревности. 
В современных постановках хрестоматийный трагический сюжет может перекликаться и с другими историями. Так, хореограф Мэтью Борн в своём спектакле «The Car Man» соединяет в единое целое историю по мотивам Мериме и сюжет «Вестсайдской истории».

## Постановки
Литературный материал всегда интересовал многих постановщиков:
23 марта 1931 года Касьян Ярославич Голейзовский поставил свой одноактный балет «Кармен» на музыку Жоржа Бизе, в Московском художественном балете под руководством Викторины Кригер. Редакцию (компоновку, по словам Голейзовского) музыки выполнил Б. Б. Бер . Оформил спектакль художник К. Савицкий, дирижировал Ю. К. Чапковский.
В 1939 году — поставлен одноактный балет на музыку Бизе, под названием «Ружья и кастаньеты» в «Пейдж-Стоун балле» в Чикаго. Сценарий: Р. Пейдж, балетмейстер Б. Стоун, которые исполняли заглавные партии. Художники-оформители К. Рикабо и Дж. Пратт У. Кемрин. Затем в 1959 году балет «Кармен» поставили в «Рут Пейдж интернэшонал балле», Чикаго на музыку Бизе в оркестровке И. ван Гроува, художник Б. Дейде
Знаменитый французский балетмейстер Ролан Пети (фр. Roland Petit) 21 февраля 1949 года поставил балет «Кармен» (фр. Carmen), по опере Бизе, на гастролях в Лондоне, в турне под названием «Les Ballets de Paris au Prince’s Theatre». Сам балетмейстер исполнял партию Дона Хосе, а партию Кармен доверил своей жене Зизи Жанмер (Рене, фр. Renée Jeanmaire), Эскамильо исполнял Серж Перрот (фр. Serge Perrault). Позднее роль Хосе в хореографии Ролана Пети исполнил Михаил Барышников. Версия этого спектакля многократно ставилась в других театрах: 1960 год — Королевский датский балет, Копенгаген, исполнители — К. Симоне, Ф. Флиндт, Х. Кронстам, Э. Брун; 1965 год — Трансвальский балет (?), Йоханнесбург, исполнители — Д. Жосси, Р. Бестонсо; 1967 год — Гамбургский оперный театр (нем. Hamburgische Staatsoper); 1966 год — Гётеборгский оперный театр ; 1974 год — Марсельский балет (фр. Ballet national de Marseille). Экранизирован в 1964 году. «Кармен» Ролана Пети исполняла Наталья Макарова
Одноактный балет «Кармен-сюита» на музыку Жоржа Бизе (1875) в оркестровке Родиона Щедрина (1967) был поставлен 1 августа 1967 года в Национальном балете Кубы (исп. Ballet Nacional de Cuba, Гавана) балетмейстером Альберто Алонсо для Алисии Алонсо в роли Кармен (экранизирован в 1968, 1972 и 1973 годах) и 20 апреля 1967 года в Большом театре для Майи Плисецкой (экранизирован в 1969 и 1978 годах). Затем постановка была перенесена А. М. Плисецким в другие страны и города, среди которых:
Хельсинки (1973); Харьков, театр оперы и балета им. Лысенко (4 ноября 1973); Одесский театр оперы и балета (1973); Казань (1973); Минск, театр оперы и балета Республики Беларусь (1973); Киев, театр оперы и балета Украины им. Шевченко (1973); Уфа Башкирский театр оперы и балета (4 апреля 1974); Лима, Teatro Segura (1974); Буенос-Айрес, Театр Колон (1977); Свердловск, Екатеринбургский театр оперы и балета (13 мая 1978 и 7 февраля 1980); Душанбе (1981) и Тбилиси, театр оперы и балета им. Палиашвили (1982)
Композиторы В. Фортнер (нем. Wolfgang Fortner) и В. Штейнбреннер (нем. Wilfried Steinbrenner) в 1970 году аранжировали музыку Жоржа Бизе для постановки одноактного балета «Кармен» (нем. Carmen (Cranko)) в Штутгартском балете . Спектакль поставил знаменитый балетмейстер Джон Крэнко на балерину Марсию Хайде (нем. Marcia Haydée), оформил балет художник Ж. Дюпон.
Знаменитый танцовщик аргентинского происхождения Хулио Бокка (исп. Julio Bocca) и Алессандра Ферри (итал. Alessandra Ferri) блистательно исполняли партии Кармен и Хосе в «Кармен» Алонсо, сохранилась съёмка итальянского телевидения 2003 года.
В 1983 году танцевальный мир потрясла постановка Антонио Гадеса (исп. Antonio Gades) «Кармен» и фильм режиссёра Карлоса Сауры. Это было самое точное и близкое восприятие истории Кармен и Хосе и музыки Бизе, в современных обстоятельствах.
В 1992 году был поставлен балет «Кармен» фламенко (фр. Carmen flamenco) Рафаэля Агилара (исп. Rafael Aguilar) на музыку Жоржа Бизе с музыкальной фантазией на темы из оперы «Кармен» Пабло Сарасате (исп. Pablo Sarasate) и танцами фламенко
В 1992 авангардный хореограф Матс Эк, известный прежде всего своим новым прочтением классики и смелой постановкой «Жизели» преподнёс зрителям спектакль «Кармен» с Аной Лагуной
21 мая 2000 года вышел в свет спектакль «Кар Мен» (игра слов) (англ. The Car Man) британского хореографа Мэтью Борна (англ. Matthew Bourne), в сюжете которого присутствуют либретто «Вестсайдской истории» и новеллы Мериме «Кармен», на музыку Бизе в оркестровке Щедрина. Балет был поставлен на сцене Английского Королевского театра (англ. Theatre Royal in Plymouth) в Плимуте, а затем целый сентябрь давался в Олд Вике.
Хореограф Раду Поклитару поставил свою версию «Кармен» по мотивам оперы Жоржа Бизе в 2001 году, затем балет «Кармен. TV», премьера которого состоялась 25 октября 2006 года в театре «Киев модерн-балет»
Итальянский балетмейстер бельгийского происхождения Миша ван Ук поставил на свою труппу «Ансамбль современного балета Миши Ван Ука» спектакль «Кармен», который был показан в 2009 году в Равенне.
19 апреля 2010 года Мариинский театр поставил «Кармен-сюиту». Спектакль возобновил хореограф-постановщик Виктор Барыкин, в прошлом солист балета Большого театра и исполнитель партии Хосе.